# St John's College (Oxford)
Il St John's College è uno dei collegi costituenti l'Università di Oxford. Fondato nel 1555 da Thomas White, un ricco commerciante dell'epoca, è uno dei più grandi collegi dell'università, nonché il più ricco in termini di donazioni ricevute in totale; gode anche di un notevole successo accademico fra i suoi studenti che si piazzano regolarmente fra i primi posti della Norrington Table, graduatoria dei risultati degli esami.
Il St John's fu fondato con l'intenzione di aiutare la contro-riforma in atto da parte di Maria I d'Inghilterra che stava tentando di reinstaurare il cattolicesimo in Inghilterra. Nei secoli successivi mantenne questa tradizione di studi classici, divenendo un centro sempre più importante per materie quali la teologia, il greco antico ed il latino. Il collegio rimase piuttosto piccolo nelle dimensioni fino al XVIII secolo, avendo solo due corti: il Front Quadrangle ed il Canterbury Quadrangle (il primo esempio di architettura rinascimentale ad Oxford); ne vennero successivamente aggiunte altre cinque arrivando all'attuale struttura.